# 萊茵斯貝格宮

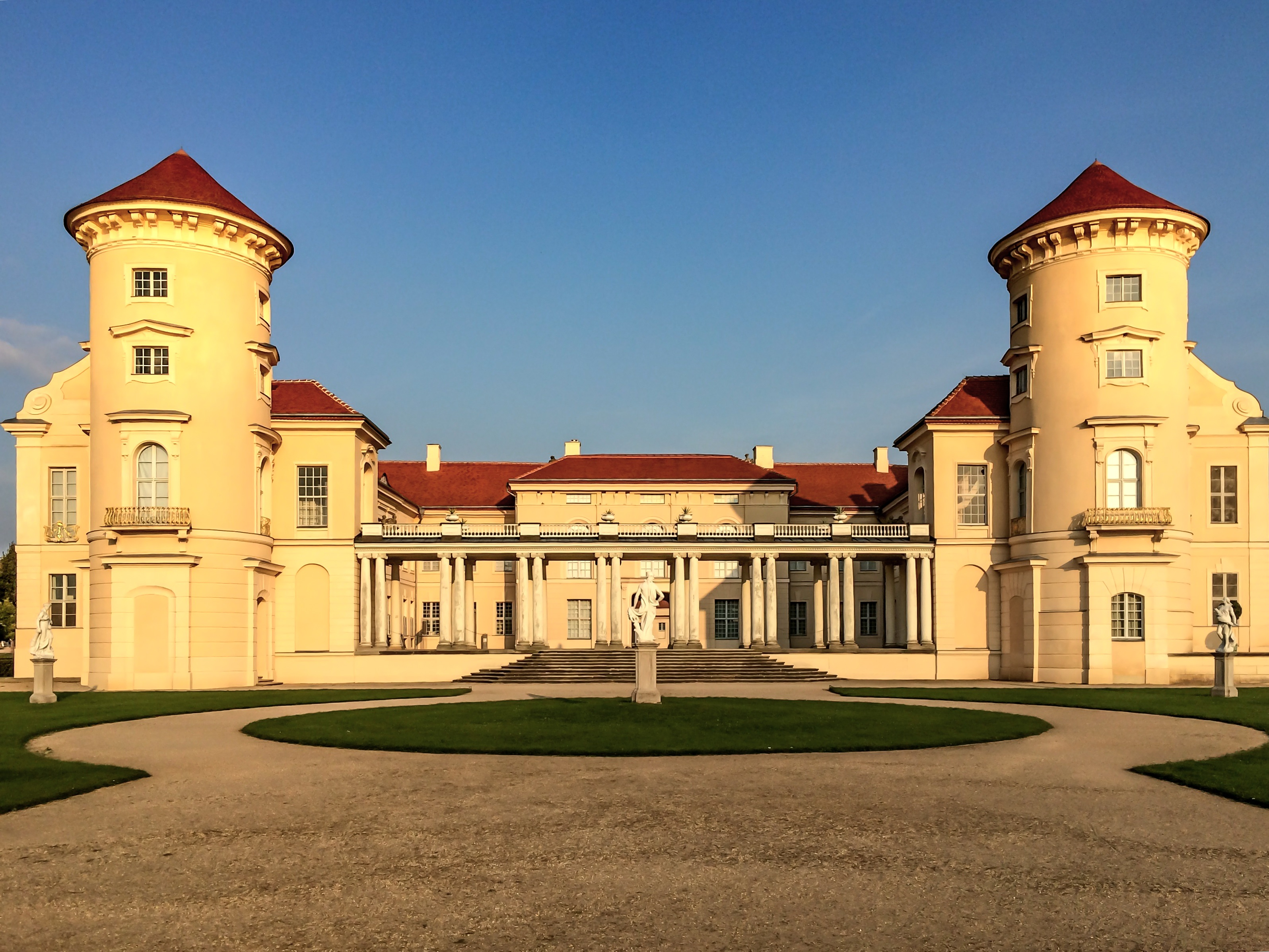

萊茵斯貝格宮（德語：Schloss Rheinsberg）是德國勃蘭登堡州的一座建築，位於柏林西北約100（62英里）的萊茵斯貝格。東德時期，這座宮殿內曾經設有糖尿病醫院。經過長期修復之後，現在這座宮殿是一座博物館。

## 外部連結
- Berlin-Brandenburg Foundation for Prussian Palaces and Gardens （页面存档备份，存于）
- Rheinsberg Chamber Opera （页面存档备份，存于）
- Kurt Tucholsky Literaturmuseum （页面存档备份，存于）
- Interaktive Panorama photography of Rheinsberg Palace （页面存档备份，存于）
- Material on Rheinsberg Palace （页面存档备份，存于） in the Duncker Collection at the Berlin Central and State Library (pdf; 283kB)